# Feria (liturgia)
Nella liturgia cattolica e di altre confessioni cristiane, il termine feria indica quei giorni liturgici nei quali non si celebra nessun mistero della vita di Cristo e nessun santo.
L'uso viene dal latino.
Durante i tempi "forti", ovvero l'Avvento, il tempo di Natale, la Quaresima e il tempo di Pasqua, il messale propone i testi eucologici per ogni giorno feriale.
Durante le 33 settimane del tempo ordinario la liturgia feriale è più "libera", ovvero adattabile alle scelte del sacerdote celebrante e alla comunità.
Alcune pratiche devozionali suggeriscono la celebrazione della messa in onore della Madonna nelle ferie del sabato, del Sacro Cuore di Gesù il primo venerdì del mese, e la messa esequiale nel settimo e trentesimo giorno dopo la morte di un fedele, così come nel primo anniversario. 